# Ga Chí Thạnh
Ga Chí Thạnh là một nhà ga xe lửa tại thị trấn Chí Thạnh, huyện Tuy An, tỉnh Phú Yên. Nhà ga là một điểm trên tuyến đường sắt Bắc Nam tiếp nối sau ga La Hai và trước ga Hòa Đa. Lý trình ga: Km 1170 + 391.